# Nolberto Freitas
Nolberto Freitas (ur. 26 stycznia 1945 w Cerro Largo, zm. 21 marca 2022 w Montevideo) – urugwajski bokser.
Uczestniczył w Letnich Igrzyskach Olimpijskich, w 1968 roku, przegrał w drugiej rundzie w wadze średniej z Janem Hejdukiem.